# Classe Hiuchi
La classe Hiuchi (ひうち型多用途支援艦) est une classe de navires auxiliaires de soutien polyvalent (en anglais : AMS-Auxiliary Multi-purpose Support) construit pour la force maritime d'autodéfense japonaise (JMSDF) dans les années 2000.
La classe Hiuchi AMS a remplacé la classe ASU (Auxiliary Service Utility). La mission principale de ces navires est d’appuyer les exercices d’entraînement d’autres navires, notamment les exercices de tir et de lancement de torpilles.

## Historique
En plus de prendre en charge divers exercices d’incendie, il a été conçu pour un usage polyvalent, notamment le remorquage, la lutte contre l'incendie, le sauvetage, le transport de matériel et le test en mer de nouveaux équipements.
Conçu sur la base d'un bateau de ravitaillement pour les bases pétrolières en mer, équipé d'un large pont de travail et d'un pont de chargement pour le chargement à l'arrière, la coque a un pont inférieur, sans structure ni espace. Il sert aussi de support d’entraînement au tir sur cible remorquée et de remorquage de navire de croisière en difficulté.

## Navires
| N° coque | Nom     | Lancement        | Service effectif | Chantier naval  | Port d'attache | Photo |
| -------- | ------- | ---------------- | ---------------- | --------------- | -------------- | ----- |
| AMS-4301 | Hiuchi  | 4 septembre 2001 | 27 mars 2002     | Mitsui - Tamano | Maizuru        |       |
| AMS-4302 | Suo     | 25 avril 2003    | 16 mars 2004     | Hitachi Zosen   | Ominato        |       |
| AMS-4303 | Amakusa | 6 août 2003      | 16 mars 2004     | Hitachi Zosen   | Sasebo         |       |
| AMS-4304 | Genkai  | 27 mai 2007      | 20 février 2008  | Hitachi Zosen   | Kure           |       |
| AMS-4305 | Enshū   | 9 août 2007      | 20 février 2008  | Hitachi Zosen   | Yokosuka       |       |